# AMule
aMule ist eine Abspaltung des Filesharing-Clients eMule für das eDonkey2000-Netzwerkprotokoll. Im Gegensatz zu seinem Vorbild ist aMule leicht auf andere Betriebssysteme zu portieren. Das freie Projekt ging 2003 aus xMule hervor, dessen Entwickler sich zerstritten hatten.

## Überblick
Projektziel ist eine ebenbürtige Alternative zu eMule, so dass auch Nicht-Windows-Benutzer die Möglichkeiten des eDonkey2000-Netzwerkes voll ausschöpfen können. aMule greift zum Auffinden von anderen Netzwerkteilnehmern ebenfalls auf den Kademlia-Algorithmus zurück. Vorbild und Nachbau sind zueinander gänzlich kompatibel und die grafischen Benutzeroberflächen sind bewusst ähnlich gehalten. In aMule finden sich stellenweise auch Funktionen, die aus eMule-Mods übernommen wurden, welche ebenfalls nur für Windows erhältlich sind.
Vom Entwicklerteam werden zusätzlich die Programme amuled und amulecmd angeboten. Bei amuled handelt es sich um eine aMule-Version auf Daemon/Windows-Systemdienst Basis, die einer Benutzeroberfläche entbehrt und somit besonders wenig Ressourcen beansprucht. Sie kann beispielsweise auch auf Servern eingesetzt werden, die normalerweise keine Benutzeroberfläche bieten.
Mittels amulecmd kann amuled oder auch aMule selbst lokal oder über ein Netzwerk per Kommandozeile gesteuert werden. Die grafische Oberfläche amulegui kann sowohl für eine lokale als auch für eine entfernte aMule-Installation als Steuerung dienen, man kann so beispielsweise einen auf einem Server installierten Client vom lokalen System aus bedienen, als handelte es sich um eine lokale Installation. Ebenfalls ist die für eMule übliche Fernsteuerungs-Methode per HTTP/Webinterface möglich (amuleweb). Auf der Website des Projektes finden sich neben dem Quelltext auch binäre, kompilierte Versionen von aMule für verschiedene Betriebssysteme.
Mittlerweile wird aMule auf der offiziellen Homepage von eMule als Alternative für andere Betriebssysteme empfohlen.

## Namensherkunft
Der Name aMule steht für „All-Platform Mule“ (engl. für „Maultier für alle Plattformen“) und ist eine Hommage an sein Vorbild eMule („Electronic-Mule“; „Elektronisches Maultier“). Der Name eMule wiederum war eine Anlehnung an den damaligen eDonkey2000-Client („Electronic-Donkey-2000“; „Elektronischer Esel 2000“) welchen eMule als Vorbild hatte.